# Championnat de Tchéquie de football 2001-2002
Navigation
Saison 2000-2001 Saison 2002-2003
La saison 2001-2002 du Championnat de Tchéquie de football était la 9e édition de la Gambrinus Liga, le championnat de première division de Tchéquie. Les 16 clubs de l'élite jouent les uns contre les autres lors de rencontres disputées en matchs aller et retour au sein d'une poule unique.
Le Slovan Liberec met fin au règne du Sparta Prague, champion depuis cinq ans, en finissant en tête du championnat. C'est le tout premier titre de champion de Tchéquie de l'histoire du club.

## Les 16 clubs participants
| - AC Sparta Prague - SK Slavia Prague - FC Stavo Artikel Brno - SFC Opava - Promu de Druha Liga - FK Jablonec 97 - 1.FC Synot - FC Banik Ostrava - FK Teplice | - Chmel Blsany - SK Sigma Olomouc - FC Marila Pribram - SK Hradec Králové - Promu de Druha Liga - Slovan Liberec - FK Viktoria Zizkov - FK Drnovice - FC Bohemians Prague |

## Compétition

### Classement
Le barème de points servant à établir le classement se décompose ainsi :
- Victoire : 3 points
- Match nul : 1 point
- Défaite : 0 point

| Rang | Équipe                | Pts | J  | G  | N  | P  | Bp | Bc | Diff |
| ---- | --------------------- | --- | -- | -- | -- | -- | -- | -- | ---- |
| 1.   | Slovan Liberec        | 64  | 30 | 19 | 7  | 4  | 55 | 26 | +29  |
| 2.   | AC Sparta Prague (T)  | 63  | 30 | 20 | 3  | 7  | 55 | 19 | +36  |
| 3.   | FK Viktoria Zizkov    | 63  | 30 | 19 | 6  | 5  | 42 | 20 | +22  |
| 4.   | FC Bohemians Prague   | 48  | 30 | 14 | 6  | 10 | 40 | 35 | +5   |
| 5.   | SK Slavia Prague (C)  | 47  | 30 | 12 | 11 | 7  | 45 | 34 | +11  |
| 6.   | FC Baník Ostrava      | 44  | 30 | 12 | 8  | 10 | 43 | 36 | +7   |
| 7.   | FK Teplice            | 41  | 30 | 12 | 5  | 13 | 37 | 41 | -4   |
| 8.   | FC Stavo Artikel Brno | 40  | 30 | 10 | 10 | 10 | 34 | 42 | -8   |
| 9.   | FK Jablonec 97        | 40  | 30 | 10 | 10 | 10 | 35 | 33 | +2   |
| 10.  | SK Sigma Olomouc      | 37  | 30 | 9  | 10 | 11 | 29 | 31 | -2   |
| 11.  | 1.FC Synot            | 36  | 30 | 10 | 6  | 14 | 31 | 38 | -7   |
| 12.  | SK Hradec Králové (P) | 35  | 30 | 9  | 8  | 13 | 28 | 42 | -14  |
| 13.  | FC Marila Příbram     | 34  | 30 | 9  | 7  | 14 | 27 | 39 | -12  |
| 14.  | Chmel Blšany          | 29  | 30 | 8  | 5  | 17 | 35 | 51 | -16  |
| 15.  | FK Drnovice           | 26  | 30 | 7  | 5  | 18 | 31 | 45 | -14  |
| 16.  | SFC Opava (P)         | 18  | 30 | 5  | 3  | 22 | 23 | 58 | -35  |

|  | Qualifié pour la Ligue des champions 2002-2003                                                     |
|  | Qualifié pour la Coupe UEFA 2002-2003                                                              |
|  | Qualifié pour la Coupe Intertoto 2002                                                              |
|  | Relégation en 2e division                                                                          |
|  | (T) : Tenant du titre (C) : Vainqueur de la Coupe de République tchèque (P) : Promu de 2e division |

## Bilan de la saison
| Tableau d'Honneur                             |                  |
| Compétition                                   | Vainqueur        |
| Championnat de République tchèque de football | Slovan Liberec   |
| Coupe de République tchèque de football       | SK Slavia Prague |

| Qualifications européennes    |                                  |
| Ligue des champions 2002-2003 | Qualifiés                        |
| 3e tour préliminaire          | Slovan Liberec                   |
| 2e tour préliminaire          | AC Sparta Prague                 |
| Coupe UEFA 2002-2003          | Qualifiés                        |
| Tour préliminaire             | FK Viktoria Zizkov               |
| 1er tour                      | SK Slavia Prague                 |
| Coupe Intertoto 2002          | Qualifiés                        |
| 2e tour                       | FK Teplice                       |
| 1er tour                      | 1.FC Synot FC Stavo Artikel Brno |

| Promotion et relégation |                                            |
| Relégués en Druhá Liga  | FK Drnovice SFC Opava                      |
| Promus en První Liga    | FC Tescoma Zlín SK Dynamo Ceské Budejovice |